# John Joly
John Joly, född 1 november 1857 i Bracknagh, grevskapet Offaly, död 8 december 1933 i Dublin, var en irländsk fysiker, geolog och mineralog.
Joly blev 1897 professor i geologi och mineralogi vid Trinity College i Dublin. Han gjorde sig känd bland annat för ett av honom infört färgfotograferingsförfarande och en ny konstruktion av fotometern. Han var även en pionjär inom strålbehandling vid cancer. Han tilldelades Royal Medal 1910 och Murchisonmedaljen 1923.